# Constantinácio (questor)

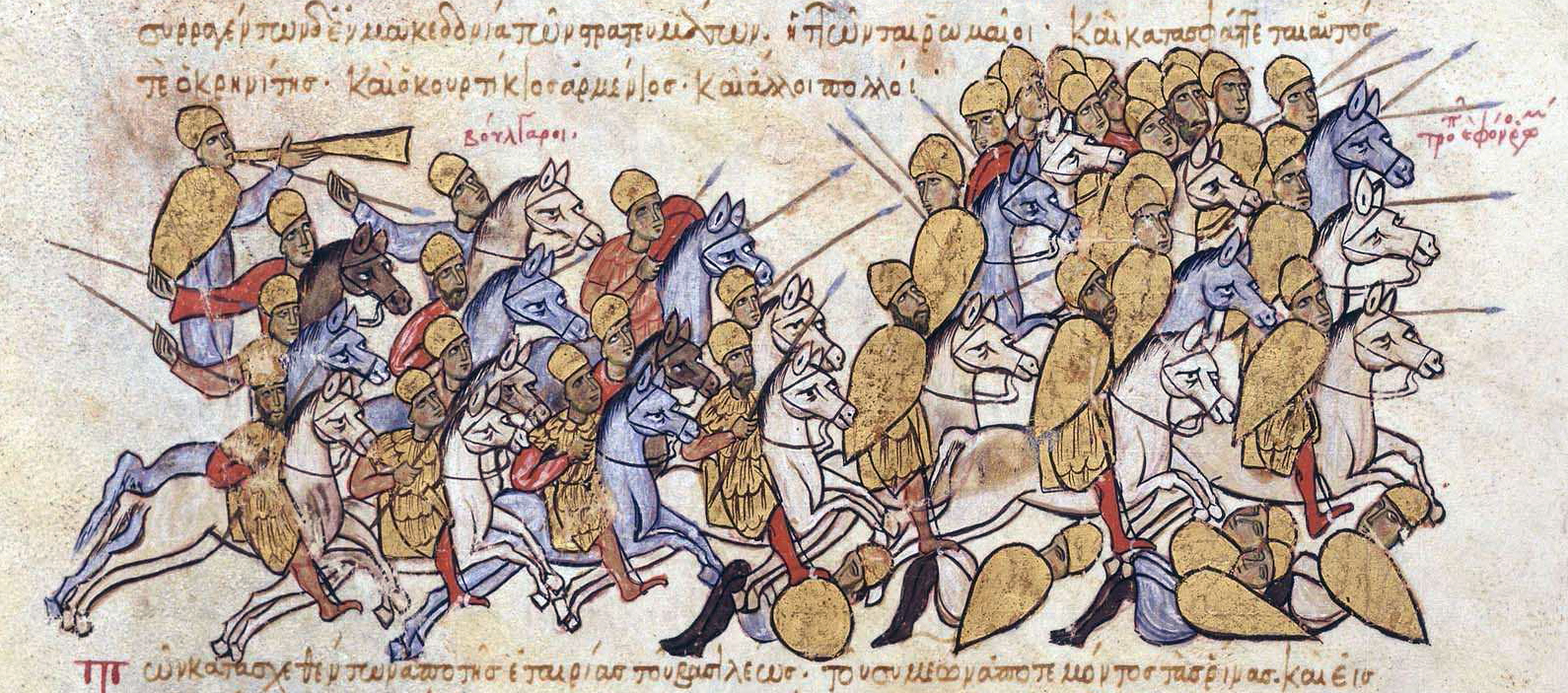
Búlgaros derrotam os bizantinos sob Crenita e Curtício
Iluminura no Escilitzes de Madri

Constantinácio (em grego medieval: Κωνσταντινάκιος; romaniz.: Konstantinákios) Constantinácis (em grego medieval: Κωνσταντινάκις; romaniz.: Konstantinákis) ou Constantiníaces (em grego medieval: Κωνσταντινιάκης; romaniz.: Konstantiníakes) foi um oficial bizantino do século IX, ativo durante o reinado do imperador Leão VI, o Sábio (r. 886–912).

## Vida
Constantinácio era um questor. No final de 894, foi enviado por Leão VI como emissário ao cã Simeão I (r. 893–927) após a derrota dos soldados sob Procópio Crenita e Curtício na Macedônia. Simeão, entretanto, ao suspeitar que Constantinácio estava envolvido em algum esquema de espionagem, foi capturado.